# Гредінарі (Ясси)
Гредінарі (рум. Grădinari) — село у повіті Ясси в Румунії. Входить до складу комуни Голеєшть.
Село розташоване на відстані 337 км на північ від Бухареста, 13 км на північний схід від Ясс.

## Населення
За даними перепису населення 2002 року у селі проживали 346 осіб, усі — румуни. Усі жителі села рідною мовою назвали румунську.